# Ambina ochribasis
Ambina ochribasis är en fjärilsart som beskrevs av Sergius G. Kiriakoff 1960. Ambina ochribasis ingår i släktet Ambina och familjen tandspinnare. Inga underarter finns listade i Catalogue of Life.